# Этериани
Этериа́ни (груз. ეთერიანი, «[сказка] Этери») — грузинский средневековый романтический эпос, который сохранился в 70 разрозненных фрагментах устной прозы и поэзии, вероятно, начиная с X или XI века. Подобная история также существует в схожих грузинскому языках: мегрельском, лазском, сванском.

## Сюжет
Этериани представляет собой историю любви пастушки Этери и царевича Абесалома, который решает жениться на ней против воли отца. Визирь Мурман разгорается страстью к Этери и продаёт свою душу дьяволу, чтобы предотвратить свадьбу. Колдовством он насылает на Этери болезнь и убеждает принца передать девушку ему, поскольку у него есть лекарство. Абесалом умирает от тоски по любимой, а Этери совершает самоубийство. Влюблённых похоронили рядом, но Мурман решает похоронить себя заживо между ними. Даже после смерти он мешает воссоединиться влюблённым: на его могиле растёт живая изгородь, разделяющая розы и фиалки с могил Абесалома и Этери.

## История и публикации
По мнению М. Я. Чиковани, эпос создан в X—XI веках. Многочисленные варианты эпоса зафиксированы в различных районах Грузии.
Фольклорные версии эпоса в форме сказки впервые опубликована в грузинской газете в 1858 году.
Более полная версия появилась в 1875 году благодаря грузинскому фольклористу Петру Умикашвили.
Эпос вдохновил грузинского писателя Важа-Пшавела (1861—1915) на создание поэмы «Этери», а композитора Захария Петровича Палиашвили (1871—1933) на оперу «Абесалом и Этери» (1919), экранизированную Леонардом Эсакия (1966).